# Teluk Latak
Teluk Latak is een bestuurslaag in het regentschap Bengkalis van de provincie Riau, Indonesië. Teluk Latak telt 2215 inwoners (volkstelling 2010).